# Santuario della Madonna del Sasso (Orselina)
Il santuario della Madonna del Sasso, importante meta di pellegrinaggio, sorge sulla sommità di uno sperone di roccia che s'innalza all'interno della valletta scavata dal torrente Ramogna, a un'altezza di 370 m s.l.m. nel comune di Orselina.
Oltre al convento, il complesso architettonico, o Sacro Monte, comprende la chiesa dell'Annunciazione, le cappelle lungo la vecchia strada di accesso a valle col portico della croce, la salita della Via Crucis e le sue stazioni in edicole, la cappella della Pietà nel cortile, del Compianto sul Cristo morto, dell'Ultima Cena, e dello Spirito Santo poste sotto il portico del santuario, la scalinata, la croce cimiteriale, il sagrato e infine la chiesa di Santa Maria Assunta detta Madonna del Sasso.

## Storia

### Le origini
Alla fine del XV secolo, il religioso francescano fra' Bartolomeo Piatti d'Ivrea, si insediava come eremita in un luoghetto alla base della rupe, proveniente dal convento di San Francesco a Locarno, dove non aveva nessun particolare titolo o carica all'interno della comunità. La sua vita ascetica promosse nella popolazione locale un forte culto alla Vergine, che secondo la tradizione sarebbe apparsa al frate.

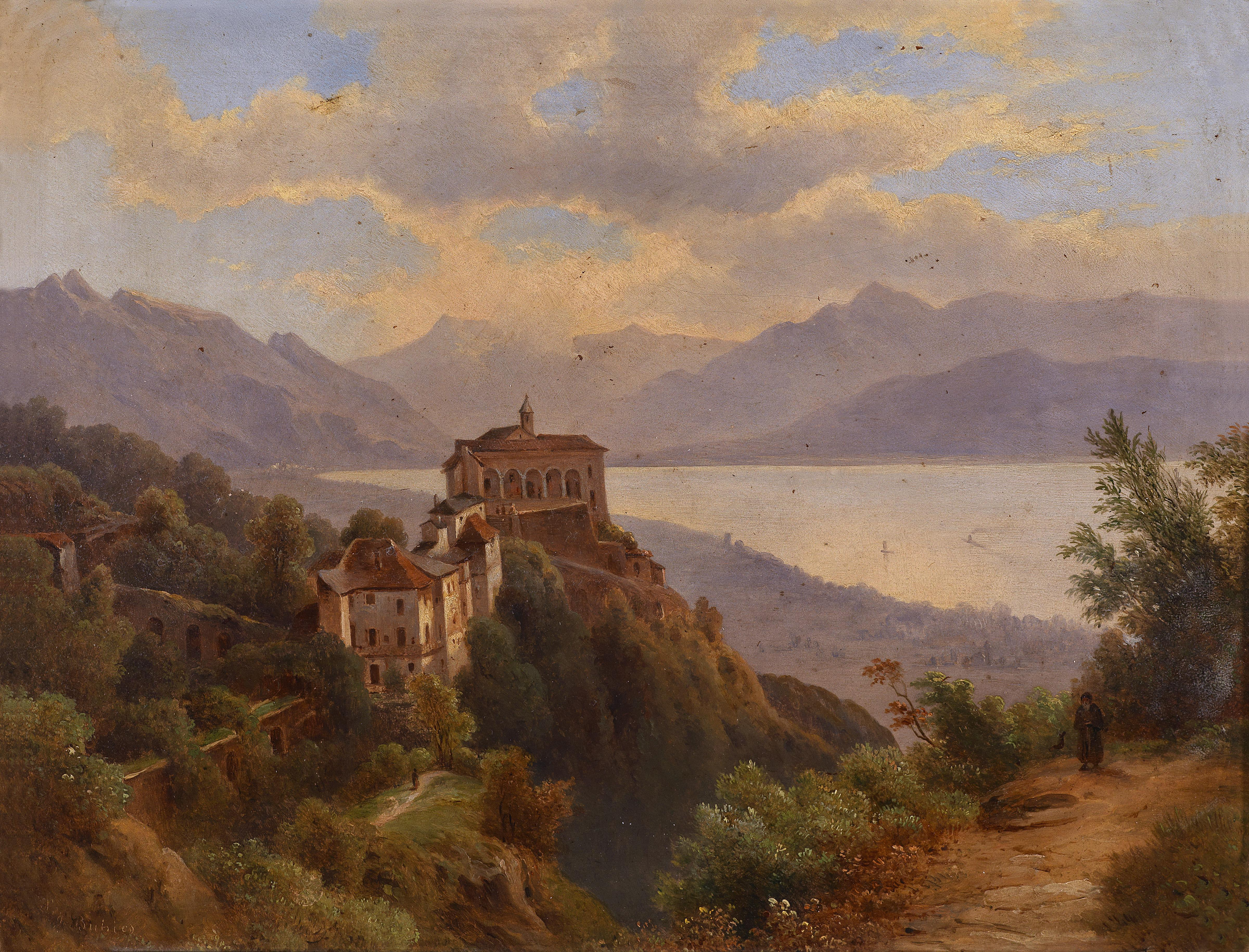
Santuario della Madonna del Sasso; olio su cartone di Zsigmund Bubics

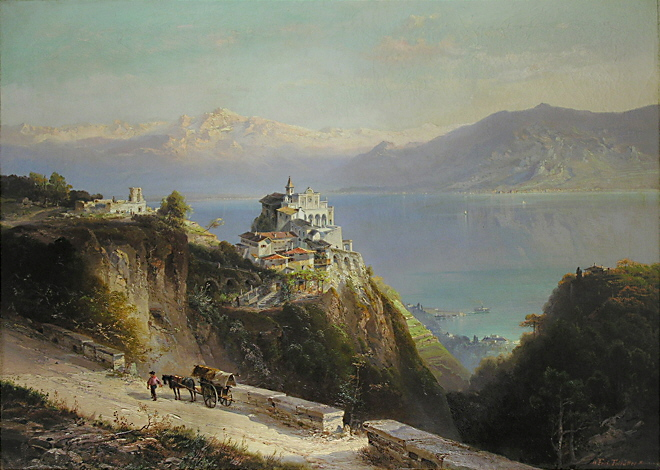
Santuario della Madonna del Sasso: olio su tela di Ferdinand Feldhütter (1841-1898)

Secondo una pergamena conservata nell'archivio cantonale di Bellinzona una chiesa e un oratorio "alla beata Maria Vergine Santissima Avvocata", costruiti dal frate a partire dal 1485, e intorno ai quali era cresciuta una forte devozione popolare, furono consacrati nel 1487 da Rolando, vescovo di Antarado. Gli edifici religiosi furono affidati al convento francescano di Locarno e in particolare a fra' Bartolomeo, fino alla sua morte. Uno di questi edifici religiosi, corrisponde all'attuale cappella della Pietà, mentre l'altro costituì il nucleo originario dell'attuale Santuario.

### La chiesa dell'Annunciata
La chiesa di Santa Maria Annunciata, posta ai piedi dello sperone di roccia, fu costruita grazie alla donazione del terreno da parte di Antonio Guido Orelli. Nell'atto notarile di donazione figura per la prima volta il nome di "Madonna del Sasso" con la dicitura "santa Maria del Saxo". Il 16 febbraio 1498 papa Alessandro VI confermò la donazione fatta dalla famiglia Masina del Monte della rupe di Orselina ai frati minori, per erigervi un santuario. La chiesa fu consacrata nel 1502.
Il 10 gennaio 1514 il papa Leone X esentò il monte su cui è situato il Santuario da ogni servitù e giurisdizione. Nel 1522 le pareti furono gratificate da una campagna di affreschi tra cui quello nella parete nord del coro, raffigurante La Madonna in trono col Bambino, attribuibile a Domenico Pezzi da Puria detto "Furgnicus", pittore pendolare tra il Luganese e Genova, documentato nella chiesa conventuale di Santa Maria degli Angioli a Lugano, nella parrocchiale di Santa Maria del Sasso a Morcote, nel portico antistante la parrocchiale di Villa Luganese, nella Chiesa di San Biagio di Bellinzona-Ravecchia e a Gravedona nella chiesa di Santa Maria delle Grazie; sulla parete sud della navata, Cristo fra i Dottori, attribuito ai fratelli della Rovere detti Fiammenghini. In questa chiesa troverà sepoltura, qualche anno dopo, fra' Bartolomeo. Nel 1814 la chiesa venne ridotta di circa la metà per formare il piazzale delle processioni.

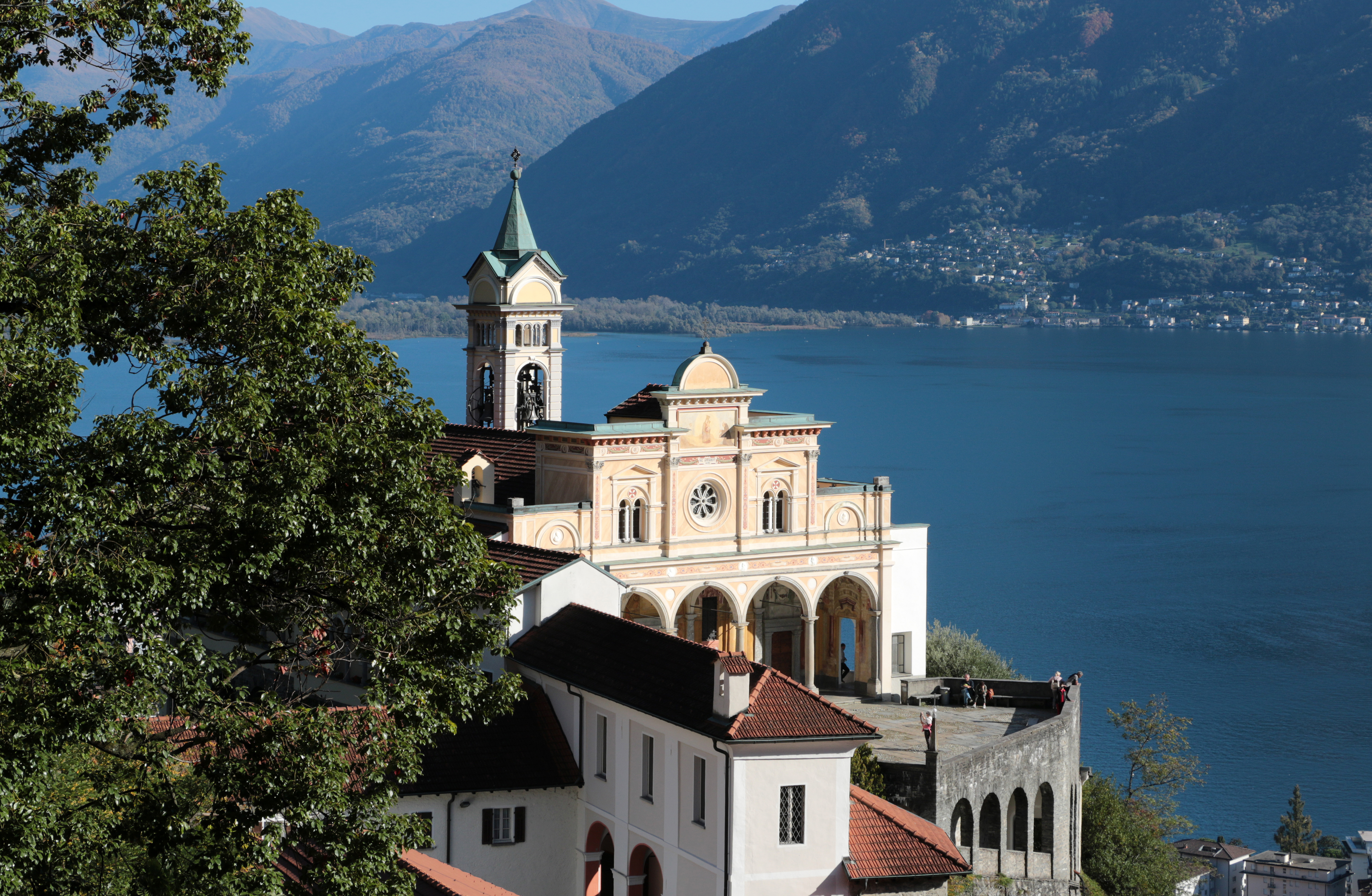
Veduta panoramica

### La chiesa dell'Assunta
Sul finire del XVI secolo si diede inizio alla costruzione di una seconda chiesa, collocata in cima alla rupe, che venne consacrata nel 1616. Con l'incoronazione della Madonna del Sasso, avvenuta l'anno successivo, si diede inizio a tutta una serie di lavori di abbellimento e di completamento del Sacro Monte. Sono di questo periodo le cappelle e le sculture fittili poste al loro interno. Quella dell'Ultima Cena è popolata da statue in terracotta realizzate da Francesco Silva di Morbio Inferiore, plasticatore attivo anche al Sacro Monte di Varese. Allo stesso autore sono attribuiti i gruppi scultori raffiguranti la Natività e la Pentecoste.
La storia delle origini del santuario è riportata, inoltre in una lapide marmorea in latino, posta al suo interno e datata 10 luglio 1624. Nell'iscrizione si cita la donazione del terreno del santuario all'ordine francescano da parte della famiglia Masina del Monte e la consacrazione della chiesa da parte di Filippo Archinto, vescovo di Como, il 1º maggio 1616.

### Il completamento del Sacro Monte
Nel 1617 venne ampliato l'accesso che dalla Pietà porta al Santuario dell'Assunta, e nel 1618 fu eretta una torretta chiamata portico aperto, attraverso la quale si accede alla chiesa, con le stanze per gli ospiti nella sua parte inferiore. Nel 1619 fu aperta una via sulla dorsale del colle, con alcune cappelle dedicate ai Misteri del Rosario e che in seguito accoglierà le cappelle della Via Crucis, ancora presenti oggi: nel 1620 venne edificata la cappella del Calvario, situata sopra il Santuario, nel 1625 quella della Veronica, nel 1670 quella della Risurrezione, nei pressi della cappella del Calvario. I lavori furono completati nel 1677 con la cappella dell'Ascensione. 

Veduta panoramica tra il 1890 e il 1900

Con decreto del 25 luglio 1848 lo Stato e Repubblica del Canton Ticino espropriò il convento e il Santuario della Madonna del Sasso, espellendo dal Cantone i frati conventuali; venne quindi chiamato a custodire il santuario un padre cappuccino, Alessandro da Giornico, e da quel momento la proprietà resterà del Cantone, mentre i cappuccini ne presero la custodia e curarono l'aspetto religioso.
Grossi lavori vennero intrapresi tra il 1891 e il 1912, tutto il complesso alla sommità del sacro monte venne pesantemente rimaneggiato. Si ampliò il convento, venne rifatta la facciata in stile neorinascimentale 1892, nel 1895 vennero aggiunte loggette e terrazze sul lato est e venne rifatto il campanile. In seguito venne allargato il coro con la costruzione di una muraglia di sostegno che ricoprì completamente lo sperone di roccia su cui poggia il Santuario (1903). Da ultimo venne rimesso a nuovo il lato nord, con la costruzione di un loggiato, che permette l'accesso al coro della chiesa direttamente dal convento, lavoro terminato del 1912.
Questi lavori vennero intrapresi su iniziativa dei frati, anche se con forti opposizioni interne, in particolare da parte di padre Agostino da Vezia, superiore dei cappuccini ticinesi e di fra Bernardo da Andermatt, allora custode del convento. Progettista e ideatore di questi interventi fu fra Angelo Osio da Pesaro. L'intervento, pur tra le contestazioni, fu eseguito e sostenuto dai cappuccini con il sostegno finanziario della popolazione locale. Nel 1918 la chiesa dell'Assunta venne elevata al rango di basilica minore. Restauri vennero ancora eseguiti tra il 1977 e il 1984 sotto la guida dell'architetto Luigi Snozzi.
Ulteriori lavori di restauro sono in corso d'opera dal 2010, sovvenzionati dallo Stato del Canton Ticino.
Il 25 giugno 2015 l'Associazione Pro restauro del Sacro Monte Madonna del Sasso comunica che il Consiglio di Stato del Canton Ticino ha deciso di inoltrare all'Ufficio federale della Cultura la richiesta d'iscrizione dei due sacri monti presenti nel locarnese: il Sacro Monte di Brissago e della Madonna del Sasso nel Patrimonio mondiale dell'UNESCO.

Il Santuario agli inizi del Novecento

## Descrizione

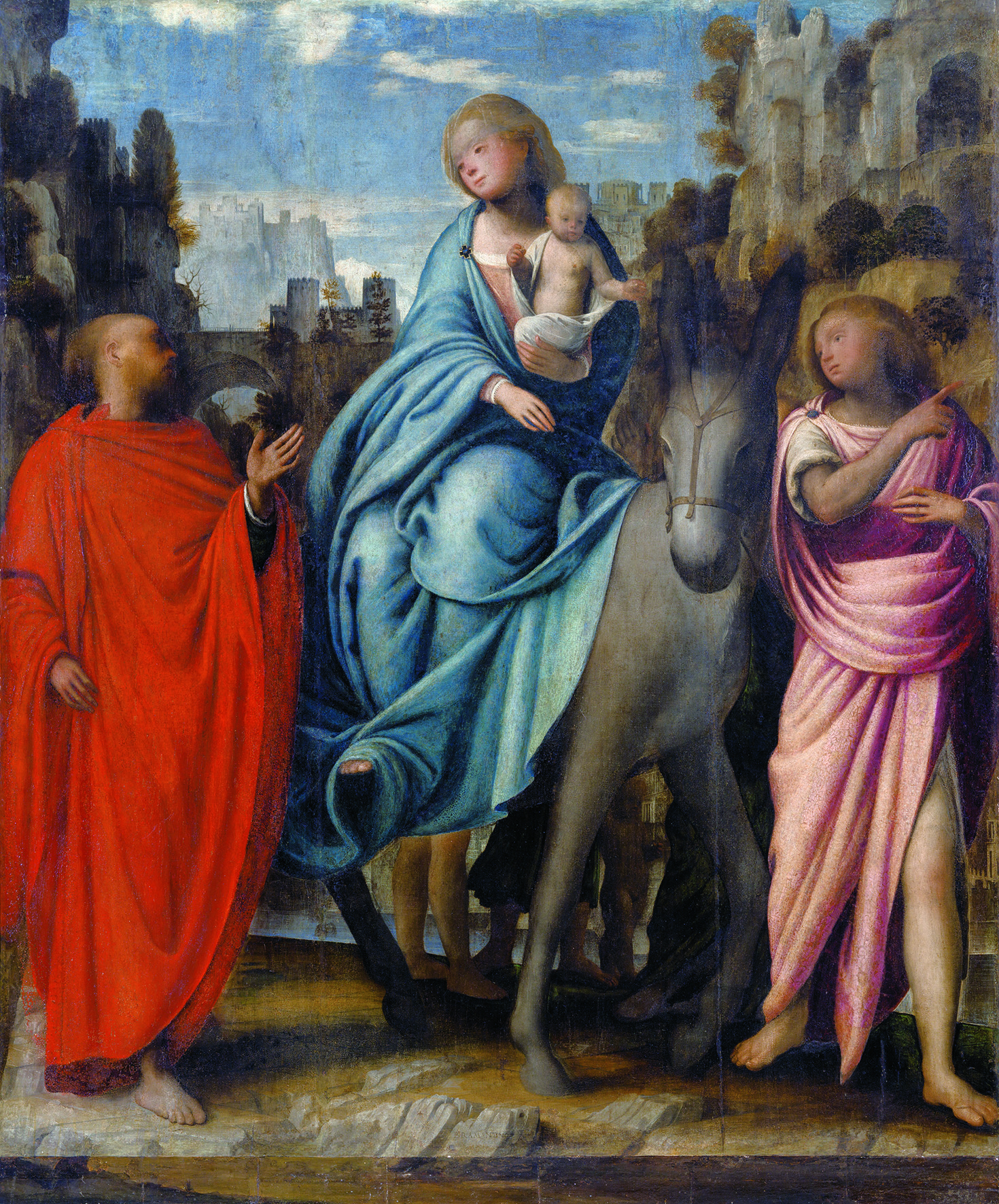
Bramantino, Fuga in Egitto (1520-1522)

Di notevole pregio la statua miracolosa conservata nell'altare maggiore del 1792: si tratta della Madonna del Sasso, opera lignea del 1485-1487 che R. Casciaro attribuisce al Merzagora. Pure molto prezioso e coevo della statua della Vergine, un complesso ligneo della Deposizione chiamato anche Compianto, di recente restaurato e attribuito alla bottega dei fratelli De Donati. Con ogni probabilità Martino Benzoni è l'autore del mortorio con otto statue di legno del "Compianto di Cristo" realizzato per la cappella del S. Sepolcro nella chiesa conventuale locarnese di S. Francesco e successivamente traslato in un'apposita cappella del santuario. Nella navata sud si trova la pala della Fuga in Egitto, opera realizzata dal Bramantino nel 1520, mentre nella terza cappella della navata nord si trova la pala del Trasporto di Cristo al Sepolcro, opera realizzata da Antonio Ciseri nel 1870. All'interno del complesso si trovano anche molti ex voto di varie epoche.

## Galleria d'immagini

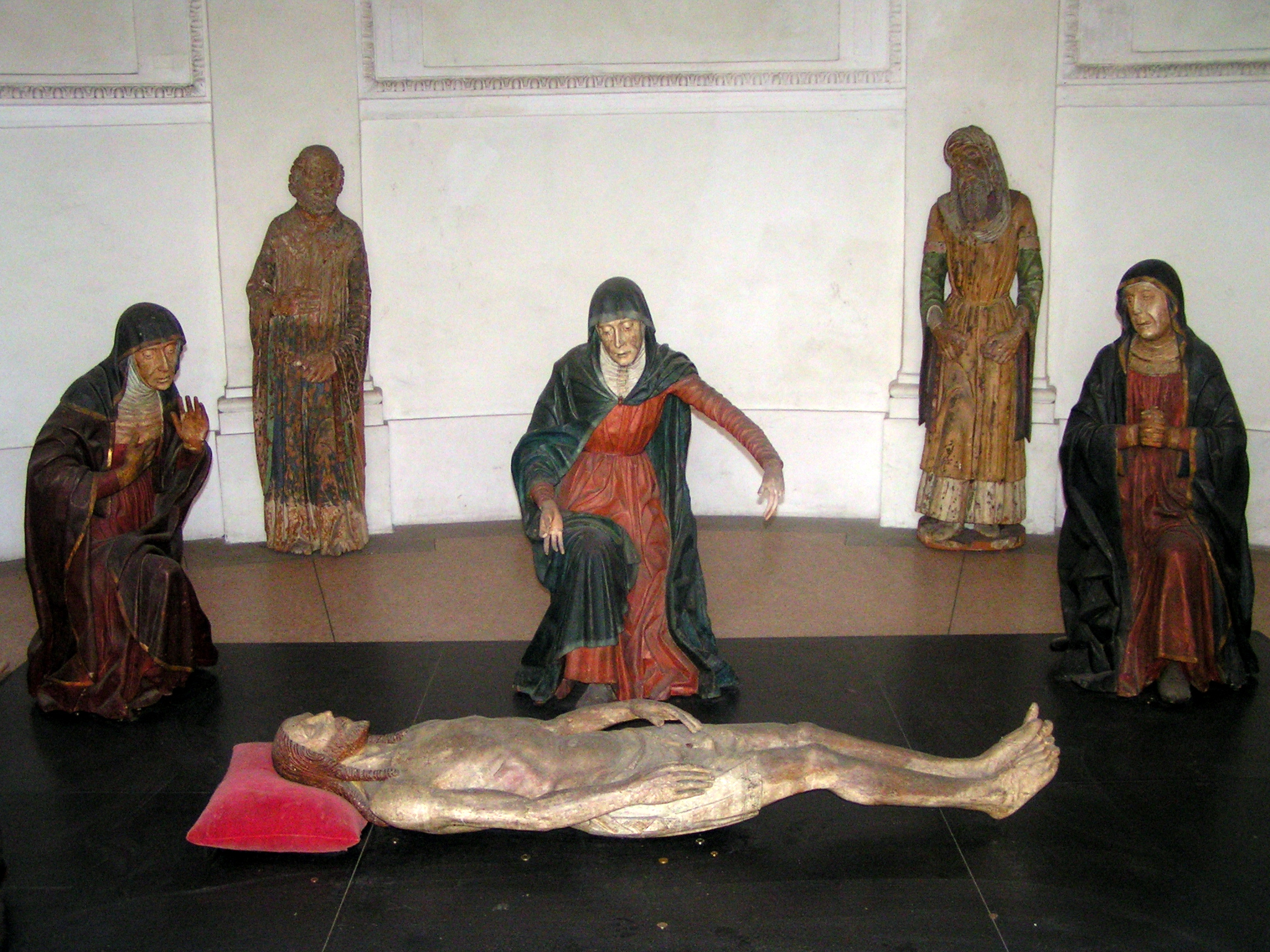
Il compianto
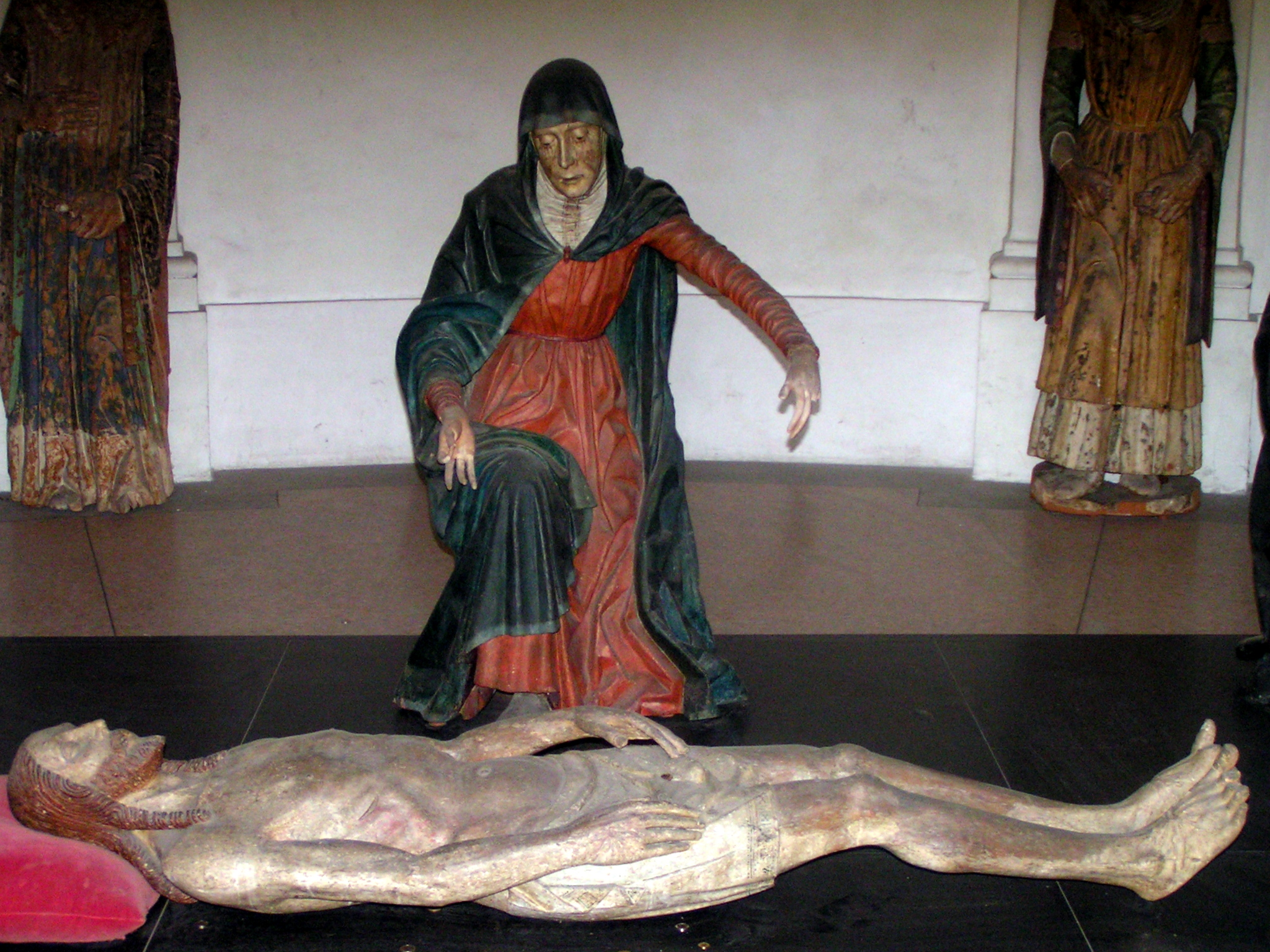
Il compianto
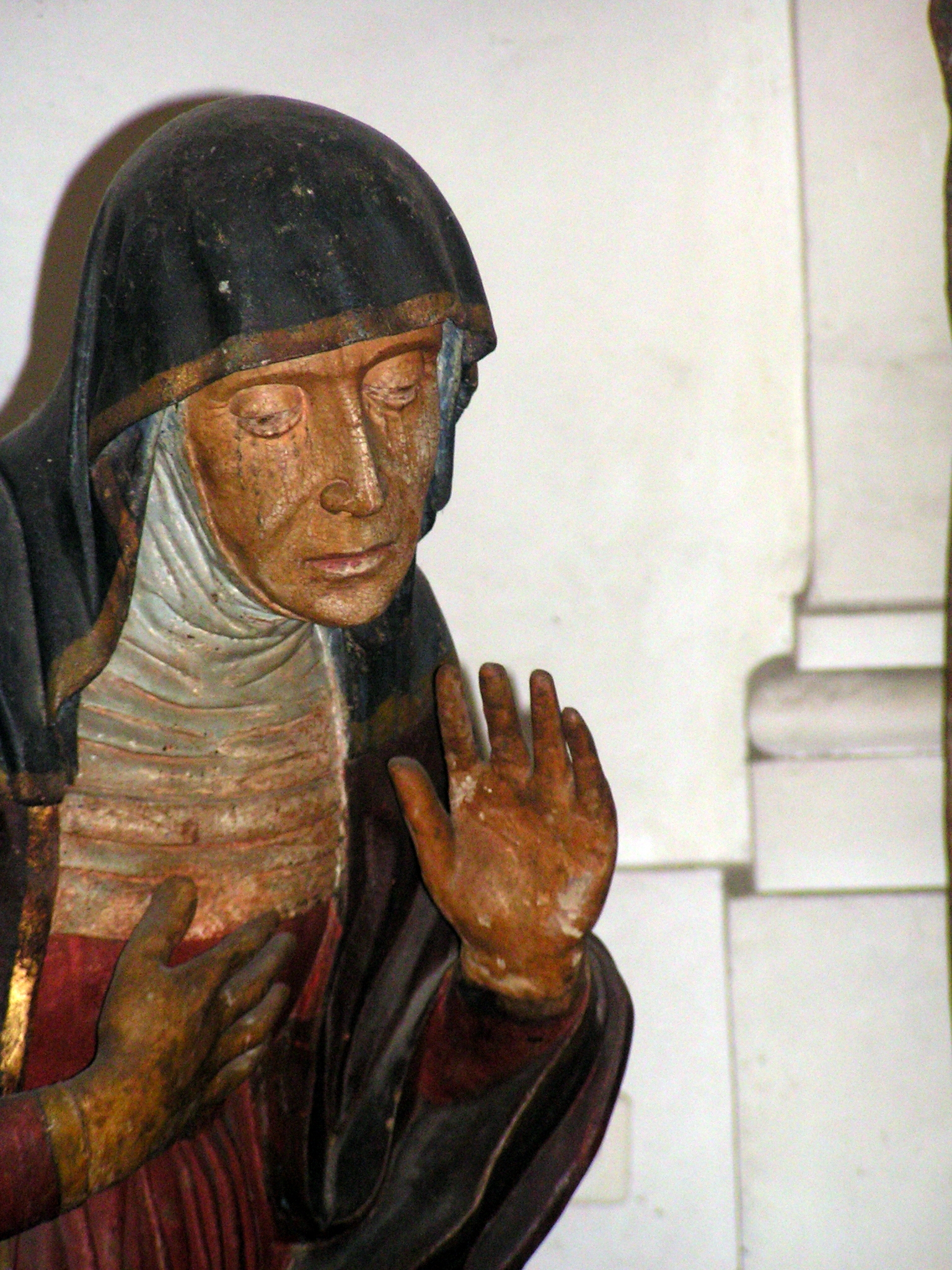
Il compianto
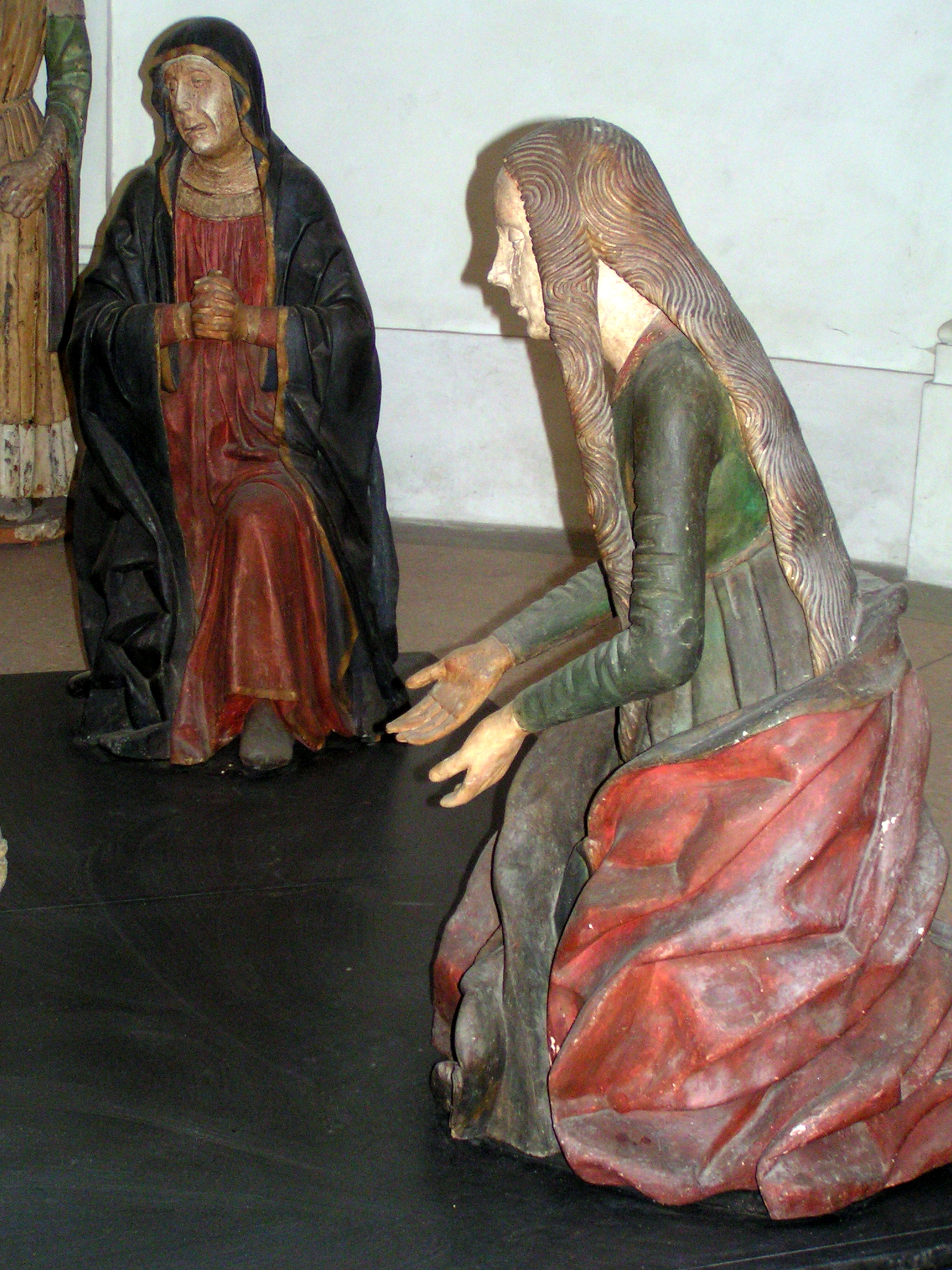
Il compianto
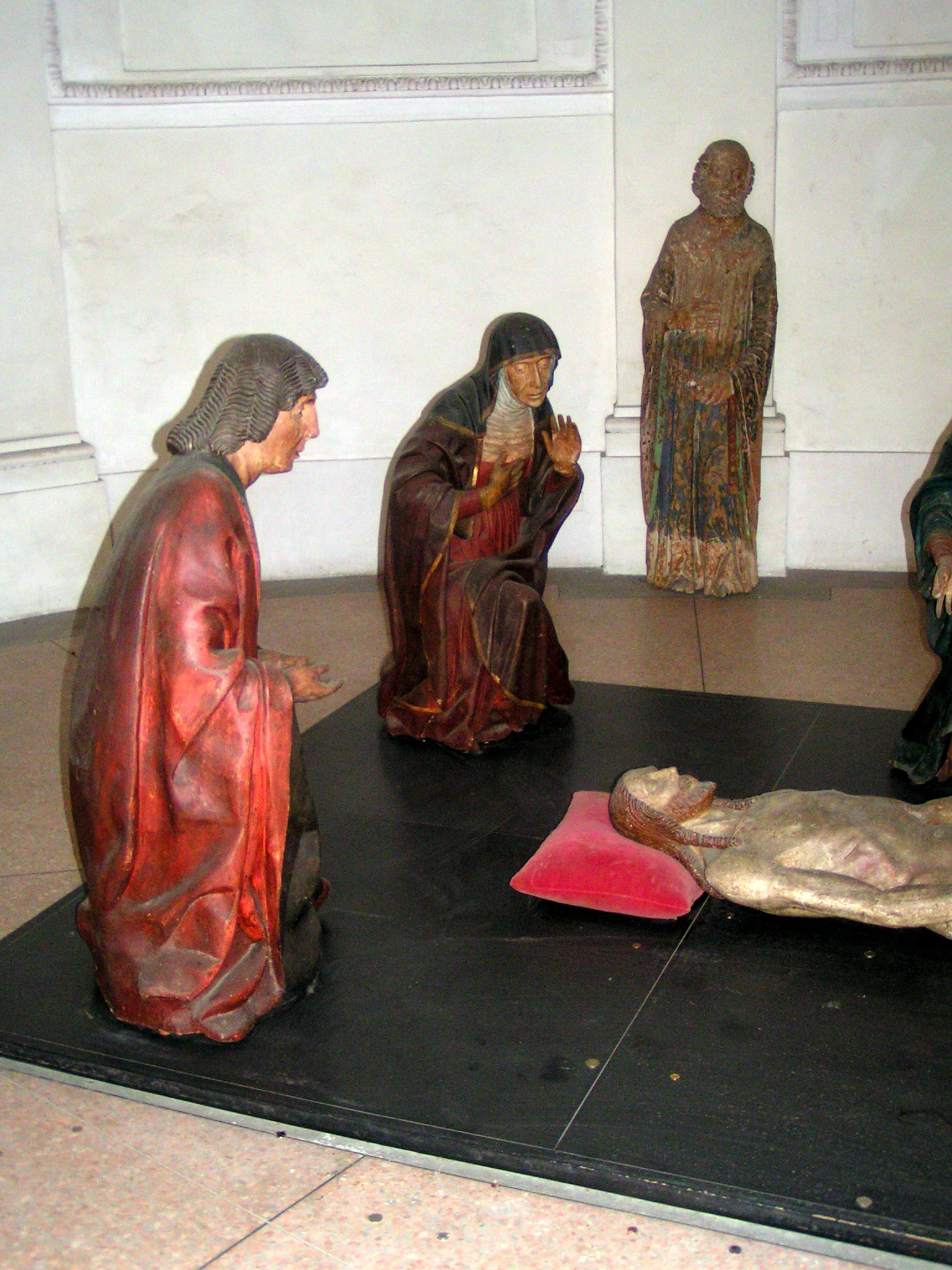
Il compianto